# Remilitaryzacja
Remilitaryzacja − proces odwrotny do demilitaryzacji, polegający na powtórnym wprowadzeniu wojsk, oraz budowy budynków i maszyn o charakterze wojennym, na obszarze wcześniej poddanym rozbrojeniu, lub powrót do polityki i przygotowań wojennych. Przykładem jest remilitaryzacja Nadrenii w 1936 roku.